# 馬羅賈
馬羅賈是瑞士的城鎮，位於該國南部，由提契諾州負責管轄，面積1.0平方公里，海拔高度277米，2011年人口542，八成人口信奉羅馬天主教，人口密度每平方公里542人。